# Jongelieden Geheel-Onthouders Bond
De Jongelieden Geheel-Onthouders Bond (JGOB) was een Nederlandse jeugdbeweging met sterk proletarische inslag gericht op arbeidersjongeren van 14 tot 23 jaar. Zij werd op tweede kerstdag 1912 te Haarlem opgericht en opgeheven in 1950.

## Ontstaan

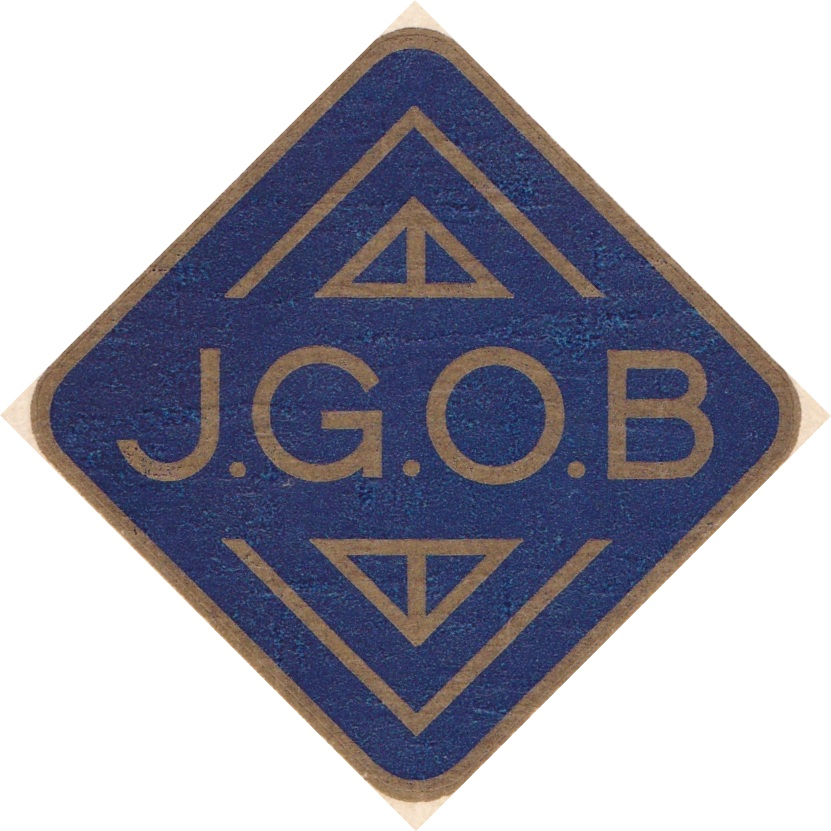
Beeldmerk/logo

De vereniging had soortgelijke idealen als de in 1906 opgerichte Kweekelingen Geheelonthouders Bond (KGOB), deze vereniging richtte zich echter alleen op kwekelingen. Na het afwijzen van het "Algemeen" worden van de KGOB is de JGOB ontstaan. De JGOB richtte zich niet specifiek op de arbeidende jeugd maar in de praktijk verrichtte het grootste deel van de jongeren handarbeid. Ondanks dat, of juist doordat, de JGOB ontstond vanuit het milieu van de KGOB, werd de spanning tussen de twee jeugdbewegingen groot. De JGOB groeide snel wat soms organisatorische problemen gaf. In de periode eind 19e begin 20e eeuw ontstonden veel organisaties die zich op de jeugd richtten. Harmsen verklaart dit uit het gegeven dat het "normale" generatieconflict door de industrialisatie en de nieuw ontstane verhoudingen scherper werd. Ook werd in deze tijd het gezin, als factor voor het overdragen van de overgeleverde cultuur minder belangrijk.

## Kenmerken
De JGOB typeert zich door:
- Geheelonthouding
- Algemene ontwikkeling (politieke, sociale en culturele)
- Humanitair. Jonge schrijvers, kunstenaars en idealisten hadden eind negentiende eeuw een hunkering naar gemeenschapszin en een afkeer van platvloers materialisme. De pioniersgeneratie van de JGOB. herkende zichzelf in dit beeld en sloot zich aan bij deze artistiek-idealistische stroming die zich wel afwendde van liberalisme en calvinisme maar terugschrok voor de hardheid van de strijd voor het socialisme die de arbeidersbeweging voerde. Uitspraken die de humanitaire geest duidelijk illustreren liggen in de nummers van het bondsorgaan De Jonge Strijd voor het grijpen, ook heeft de beweging in zijn blauwe banier geschreven: "Geheelonthouding, naastenliefde, rein leven, broederschap". Het algemene doel was: "mens" worden.
- Vrije omgang tussen jongens en meisjes. Om dit vanuit de moderne tijd op juiste waarde te schatten is voor dit element enige toelichting nodig. De vrije omgang werd beredeneerd vanuit een "rein leven"(zie vorig kenmerk), waarbij de gedachte was dat men lagere begeerten en verlangens kan beheersen. Gezien de gescheiden jongens en meisjesafdelingen bij veel andere jeugdorganisaties was dit een vooruitstrevend element.

Bovengenoemde elementen waren ook formeel onderdeel van de uitgangspunten van de JGOB. Hieronder volgt een aantal kenmerken die dat niet waren maar een minstens zo belangrijke rol hebben gespeeld.
- Antimilitarisme. Naar buiten toe viel steeds de nadruk op het blauwe karakter van de JGOB. Door het uitbreken van de Eerste Wereldoorlog kregen pacifistische geluiden steeds meer weerklank wat vaak uitmondde in het dienstweigeren door (mannelijke)leden van de JGOB. Zo waren in de periode van 1914 - 1920 van de 500 dienstweigeraars ongeveer honderd lid van de JGOB. In een latere fase rees er door het opkomende Nationaalsocialisme in Duitsland en de Spaanse Burgeroorlog wel twijfel over deze houding, maar de JGOB bleef uiteindelijk antimilitaristisch.
- Socialisme. Op verschillende momenten heeft de JGOB op het punt gestaan om het socialisme officieel als uitgangspunt voor de beweging op te nemen. De eerste keer was naar aanleiding van de Russische Revolutie, waarbij niet alleen de jeugdbewegingen maar ook veel organisaties voor volwassenen na de bloedige nachtmerrie van de Eerste Wereldoorlog hoop putte uit de omwenteling in Rusland. De tweede keer was begin dertiger jaren, de JGOB wordt wel gezien als onderdeel van de arbeidersbeweging maar zonder partijpolitiek. Uiteindelijk bleef ook deze keer het socialisme buiten de formele uitgangspunten van de JGOB, wat overigens wel een scherpe daling van het aantal leden tot gevolg had.
- Religieuze gevoelens. In het begin van de JGOB waren een aantal leidende figuren die religieuze gevoelens hadden, wat soms tot uitdrukking kwam in publicaties die onder de verantwoordelijkheid van de JGOB werden verspreid. Religie is echter nooit officieel een onderdeel van de JGOB geweest. Uit mondelinge mededelingen van oud-leden blijkt dat in de latere jaren (vanaf 1938) dit sowieso geen element binnen de JGOB was.

## Zelfstandigheid
De JGOB werd door de jongeren zelf bestuurd, er was dus geen ouder kader of parapluorganisatie waar men onder viel. Deze vorm wekt om verschillende reden kritiek op bij "aanpalende" organisaties zoals de SDAP en de Nederlandse Vereniging tot Afschaffing van Alcoholhoudende Dranken, kortweg de NV, zie ook onder het kopje Relatie met andere organisaties

## Activiteiten
De activiteiten werden veelal op zondag georganiseerd omdat dan iedereen vrij was. De vijfdaagse werkweek was nog ver weg. De activiteiten sloten aan bij de genoemde kenmerken, bijvoorbeeld wandeltochten, muziek, toneel. Ook werd gecolporteerd met het eigen orgaan Jonge Strijd.

## Geografische spreiding
Er zijn twee zaken die in het oog springen:
- De JGOB was relatief sterker in de kleine plaatsen dan in de grote steden. Er waren wel afdelingen in steden als Amsterdam en Rotterdam, maar er ging vanuit deze afdelingen geen leiding uit.
- De JGOB kreeg in eerste instantie geen voet aan de grond in het noorden dat overigens wel een vruchtbaar terrein was voor de arbeidersbeweging. Er werd eerst nog een Noordelijke Jongelieden Geheelonthouders Bond (NJGOB) opgericht die in 1916 fuseerde met de JGOB.

## Ontwikkeling ledenaantal
Vlak na de oprichting groeide de JGOB sterk (± 1000 leden), in de jaren 1927-1933 viel dit aantal terug tot ongeveer 500 leden. In de jaren er na liep dit zelfs terug tot 239 leden en bij het uitbreken van de Tweede Wereldoorlog in 1940 waren er nog maar 192 leden. In de oorlogsjaren liep het aantal leden echter weer sterk op tot 600, mede door het verdwijnen van andere jongerenbewegingen zoals de AJC en de Orde van Jonge Tempelieren (OVJT.) Na de oorlog schommelde het ledental tussen de 160 en 200 leden en zijn er diverse pogingen om met andere groepen te fuseren. In 1950 hief de JGOB zich op en sloten de resterende leden zich aan bij de Vrije Jeugdbeweging, de VJB. Daarmee kwam formeel een einde aan het bestaan van de JGOB.

## JGOB als onderdeel van de "Blauwe" levensloop

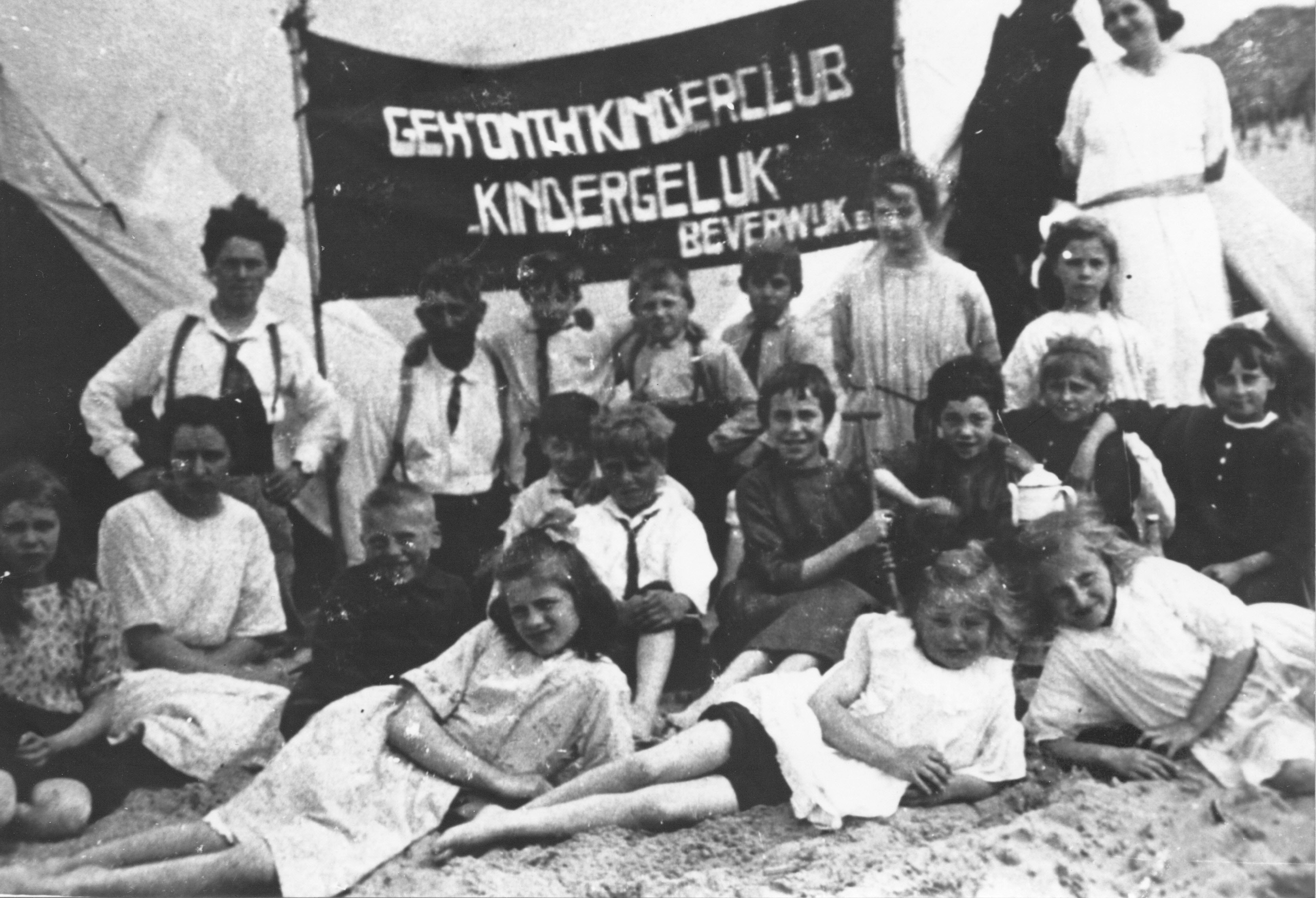
Geheelonthouders kinderclub Kindergeluk

In sommige delen van Nederland is de JGOB een onderdeel van een "Blauwe" organisatieketen waar je van de "wieg tot het graf" terechtkon. Het gaat niet om een formele relatie tussen de organisaties, maar de verbinding via de familie is vaak hecht.
In Beverwijk bijvoorbeeld:
- Kindergeluk: kinderclub die in 1912 werd opgericht en zich richtte op jongens en meisjes in de lagereschoolleeftijd. De kinderrevue en de kampen waren de meest sprekende activiteiten. Uiteindelijk werd de vereniging in 1976 opgeheven.
- JGOB: voor de jeugd van 14 tot 23 jaar.
- ANGOB: in Beverwijk was dit voor de volwassenen de dominante stroming, elders zijn ook andere geheelonthouders bewegingen actief, ook hier deed de verzuiling zijn werk. Zie ook geheelonthouding.
- Toneel: in Beverwijk werd in 1906 de toneelvereniging Nieuw Leven opgericht, waarbij het toneelspel werd ingezet in de strijd tegen de volkszonde alcoholisme. Deze vereniging was soms zeer succesvol, trok volle zalen en werd vaak uitgenodigd om in andere plaatsen op te treden. Toneel vond men belangrijk, zo werd door de naar Assendelft verhuisde Beverwijkers Piet en Truus Nieman ter plekke een toneelvereniging opgericht, met een naam die aansloot bij hun Beverwijks voorbeeld: "Jong Leven".

## Relatie met andere organisaties
Al bij de oprichting van de JGOB werd vanuit de bestaande blauwe organisaties kritiek geleverd. De Nederlandse Vereniging tot Afschaffing van Alcoholhoudende Dranken kortweg de NV ging daarin zelfs zover dat ze het oprichtingscomité van de JGOB een brief stuurde waarin de oprichting werd gekenmerkt als het "desorganiseren" van de voortgang die de NV had geboekt. Deze negatieve houding is als volgt te verklaren: de NV had een ideologische binding met de SDAP Vanuit deze hoek had men slechte ervaringen met het radicalisme en ontwikkeling van de zelfstandige, maar wel gelieerde jeugdbeweging De Zaaier. In 1911 richtte de SDAP een eigen geleide jeugdorganisatie (Jongelieden-Organisatie der SDAP) op; de oprichting van de JGOB in 1912 zag men als een bedreiging. De J.O. werd in 1918 samengevoegd met het jeugdwerk van de NVV tot de Centrale van Arbeidersjeugdverenigingen, later Arbeiders Jeugd Centrale (AJC) genoemd.
De wrijving tussen de JGOB en de AJC bleef ook in latere jaren bestaan. In het boek Rood als je Hart besteedt van der Louw er zelfs een apart hoofdstuk aan. Hij stelt dat naast andere "concurrerende" jeugdorganisaties de JGOB de belangrijkste steen des aanstoots lijkt: "Het heeft er weleens de schijn van dat de AJC feller wordt naarmate een andere organisatie dichter bij haar in de buurt komt."